# Castroville (Texas)
Castroville is een plaats (city) in de Amerikaanse staat Texas, en valt bestuurlijk gezien onder Medina County.

## Demografie
Bij de volkstelling in 2000 werd het aantal inwoners vastgesteld op 2664.
In 2006 is het aantal inwoners door het United States Census Bureau geschat op 3026, een stijging van 362 (13,6%).

## Geboren in Castroville
- Alexis Texas (1985), pornoactrice

## Geografie
Volgens het United States Census Bureau beslaat de plaats een oppervlakte van
6,6 km², geheel bestaande uit land. Castroville ligt op ongeveer 308 m boven zeeniveau.

## Plaatsen in de nabije omgeving
De onderstaande figuur toont nabijgelegen plaatsen in een straal van 28 km rond Castroville.